# Next Star
Next Star este o emisiune de televiziune românească destinată copiilor talentați în diverse domenii artistice, precum muzică, dans sau teatru. Emisiunea a fost difuzată pe postul Antena 1, prezentată de Dan Negru, și a avut un format de concurs, în care copiii își prezentau talentele și erau evaluați de un juriu format din profesioniști din industria artistică. Next Star a fost apreciată pentru faptul că a oferit o platformă copiilor talentați să își pună în valoare abilitățile și să primească recunoaștere pentru munca lor.

## Câștigători
- Omar Arnaout (sezonul 1: 2013)
- Vanessa Marzavan (sezonul 2: 2013)
- Rose Marie Lanciu (sezonul 3: 2014)
- Isabela Pampărau (sezonul 4: 2014)
- Emily Moskailenco (sezonul 5: 2015)
- Andrea Tucaliuc  (sezonul 6: 2016)
- Yasmina Butilă (sezonul 7: 2016)
- Katia Carbune (sezonul 8: 2017)
- Mihai Dobre (sezonul 9: 2018)
- Școala"Recea" (sezonul 10: 2021)

## Format
Copii cu vârsta cuprinsă între 3 și 14 ani se întrec în a-și arăta talentele, urmând ca în fiecare ediție juriul să-l aleagă pe cel care va merge în Marea Finală, unde va fi decis câștigătorul. De asemenea, publicul își poate alege favoritul în Finala de Popularitate. Începând cu sezonul al treilea, copiii din alte țări au putut participa în acest concurs, care a devenit astfel Next Star Internațional. 

## Juriu
| Jurat             | Sezon | Sezon | Sezon | Sezon | Sezon | Sezon | Sezon | Sezon | Sezon | Sezon |
| Jurat             | 1     | 2     | 3     | 4     | 5     | 6     | 7     | 8     | 9     | 10    |
| ----------------- | ----- | ----- | ----- | ----- | ----- | ----- | ----- | ----- | ----- | ----- |
| Maria Cârneci     |       |       |       |       |       |       |       |       |       |       |
| Connect-R         |       |       |       |       |       |       |       |       |       |       |
| Lora              |       |       |       |       |       |       |       |       |       |       |
| Vasile Muraru     |       |       |       |       |       |       |       |       |       |       |
| Pepe              |       |       |       |       |       |       |       |       |       |       |
| CRBL              |       |       |       |       |       |       |       |       |       |       |
| Alina Eremia      |       |       |       |       |       |       |       |       |       |       |
| Dorian Popa       |       |       |       |       |       |       |       |       |       |       |
| Lidia Buble       |       |       |       |       |       |       |       |       |       |       |
| Ștefan Bănică Jr. |       |       |       |       |       |       |       |       |       |       |
| Loredana Groza    |       |       |       |       |       |       |       |       |       |       |

## Participanți notabili
- Rareș Mariș
- Oscar
- Omar Arnaout
- Iuliana Beregoi
- Fantazia (Arthur Horeanu)
- Fratii ,STRA
- Teodora Sava
- Elena Hasna
- Alexia Aștelian